# Glutophrissa sylvia
Glutophrissa sylvia är en fjärilsart som först beskrevs av Fabricius 1775.  Glutophrissa sylvia ingår i släktet Glutophrissa och familjen vitfjärilar. Inga underarter finns listade i Catalogue of Life.